# Petteri Orpo
Antti Petteri Orpo (AFI: [ˈɑntːi ˈpetːeri ˈorpo]; Köyliö, 3 novembre 1969) è un politico finlandese, attuale ministro capo della Finlandia.
È stato presidente del parlamento fino al 2023 e membro dal 2007, nonché leader del Partito di Coalizione Nazionale dal 2016 nonché, in precedenza, Vice-Primo ministro della Finlandia dal 2017 al 2019, ministro delle finanze  dal 2016 al 2019, ministro dell'Agricoltura e delle foreste dal 2014 al 2015 e ministro dell'Interno dal 2015 al 2016

## Biografia
Antti Petteri Orpo è nato il 3 novembre 1969 a Köyliö, in Finlandia.  Ha studiato alle scuole primarie, quindi si è laureato al Köyliön lukio conseguendo poi un master in scienze politiche presso l'Università di Turku. Orpo ha effettuato il servizio militare obbligatorio della Finlandia ed è diventato un ufficiale di riserva.

## Carriera politica

### Ministro dell'Interno
Durante il suo mandato come ministro dell'Interno, Orpo ha ricevuto sostegno per la sua gestione della crisi migratoria del 2015 dai partner della coalizione nel Partito finlandese anti-immigrazione  nonché dai legislatori dell'opposizione.

### Ministro delle finanze
Nel maggio 2016, Orpo ha annunciato che avrebbe sfidato il presidente del National Coalition Party e il ministro delle finanze in carica Alexander Stubb alla conferenza del partito di giugno. A quel tempo, Orpo si unì alla parlamentare di secondo mandato Elina Lepomaki nel cercare di sostituire Stubb. In contrasto con il poliglotta e schietto Stubb, Orpo era ampiamente visto come un attento ricercatore di consenso ma con poca esperienza di politica internazionale. Contrariamente alle previsioni, Orpo ebbe 441,4 voti contro i 361 di Stubb e fu quindi eletto nuovo presidente del partito. Presto annunciò che avrebbe preso il posto di Stubb come ministro delle Finanze. È stato ufficialmente nominato ministro delle finanze il 22 giugno 2016.
Nel giugno 2017, il primo ministro Juha Sipilä e Orpo hanno annunciato di non poter più collaborare con il terzo partner di coalizione dei loro partiti, il partito finlandese, citando differenze nei valori fondamentali e nelle politiche sull'immigrazione e dell'UE. Sia per Sipilä che per Orpo, erano in gioco importanti riforme della sanità e del governo locale, fondamentali per il loro piano di riequilibrio delle finanze pubbliche.
Oltre ai suoi ruoli politici nazionali, Orpo ha co-presieduto (insieme a Valdis Dombrovskis) la riunione dei ministri degli affari economici e finanziari del PPE, che riunisce i ministri del Partito popolare europeo (PPE) di centro-destra prima delle riunioni del Consiglio Affari economici e finanziari (ECOFIN).

### Politica di opposizione
Nel dicembre 2019 Orpo ha tentato  di sfiduciare il governo in carica. Ciò avrebbe quindi causato nuove elezioni, che Orpo sperava di vincere. Il governo in carica è stato accusato di negligenza nel rispondere ai problemi del mercato del lavoro. Successivamente, il primo ministro Antti Rinne si è dimesso e Kulmuni ha rifiutato pubblicamente di aderire al piano di elezioni anticipate del National Coalition Party. 
Nelle elezioni politiche del 2 aprile 2023 ha guidato il suo partito, conseguendo il primo posto con il 20,8% dei suffragi.

### Presidente del Parlamento
In seguito all’insediamento della legislatura nata dalle elezioni del 2023, viene eletto Presidente ad interim dell’Eduskunta in sostituzione di Matti Vanhanen, in attesa della formazione di un governo.

### Primo ministro

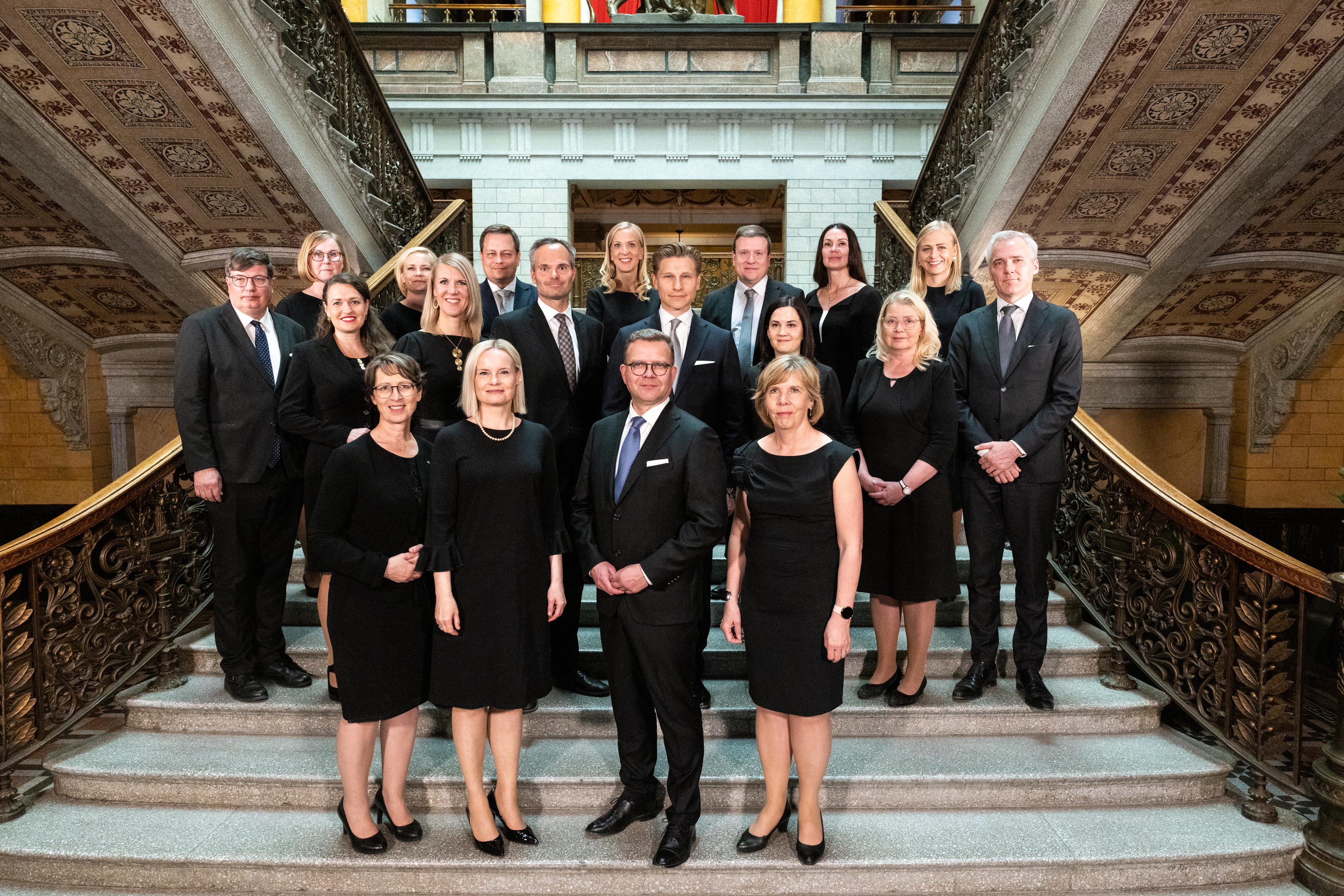
Il Governo Orpo, al momento dell’entrata in carica (20 giugno 2023)

Il 20 giugno, dopo essere stato eletto Primo Ministro, lascia la sua posizione di Presidente dell’Eduskunta.